# Colección de arte de las Naciones Unidas

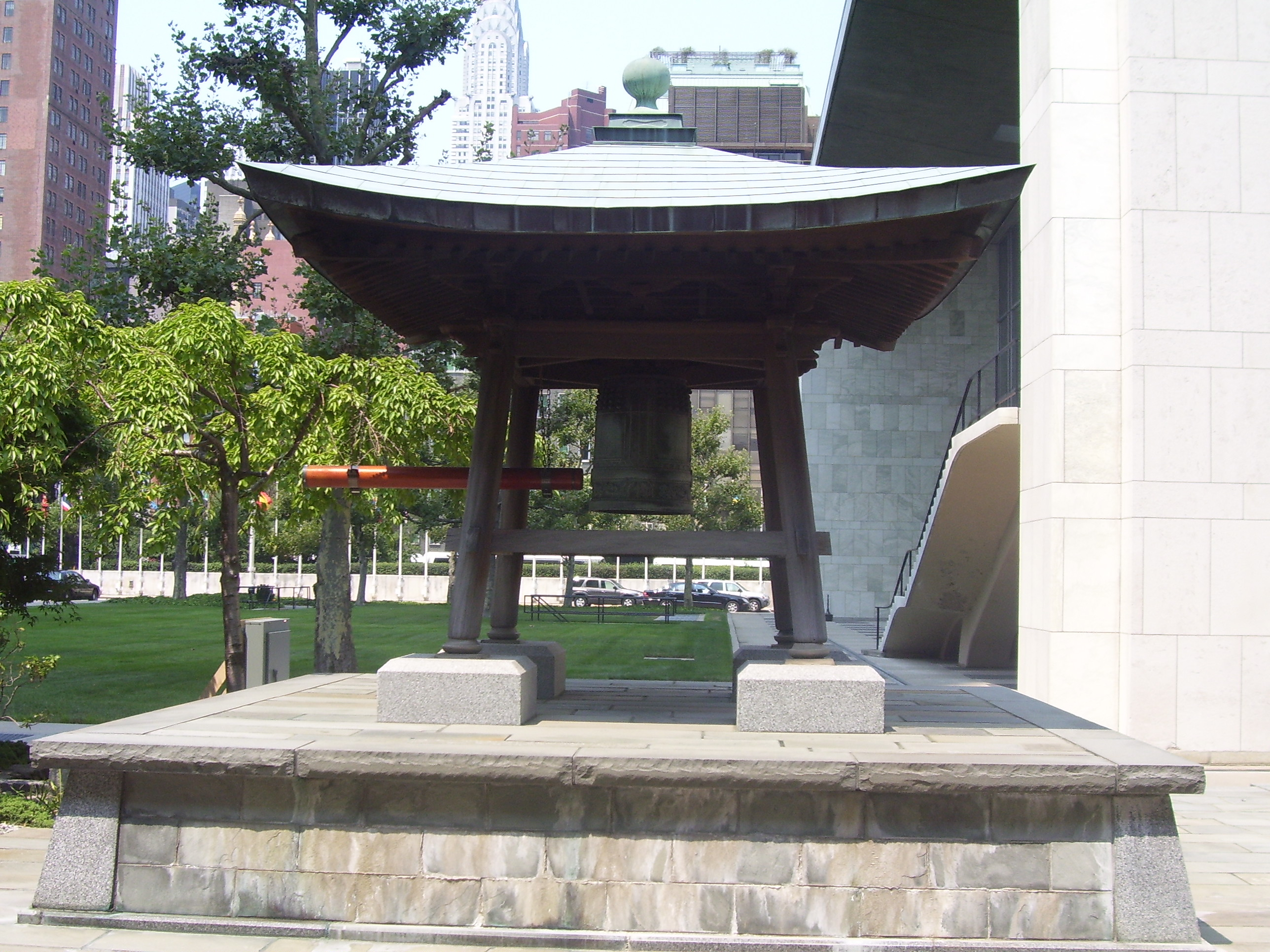
Campana japonesa de la paz

La Colección de Arte de las Naciones Unidas es un grupo colectivo de obras de arte y objetos históricos donados como regalo a las Naciones Unidas por sus Estados miembros, asociaciones o individuos. Estos tesoros artísticos, principalmente en forma de "esculturas, pinturas, tapices y mosaicos", son "artes de las naciones" representativas que se exhiben dentro de los límites de la Sede de las Naciones Unidas en Nueva York y otros lugares relacionados con el organismo, lo que convierte a la ONU en un "pequeño museo".
Los Estados miembros siguen un protocolo para presentar obsequios oficiales a las Naciones Unidas. Los procedimientos, discursos y ceremonias, como la presentación de estos obsequios, son conducidos y coordinados por el Servicio de Protocolo y Enlace. Idealmente, cada nación miembro solo puede presentar una oferta, y los países miembros son responsables de la instalación de los artefactos ofrecidos.
Los obsequios oficiales a las Naciones Unidas por parte de sus Estados miembros personifican los ideales, la importancia y los valores de las Naciones Unidas como organización internacional.

## Algunas piezas notables

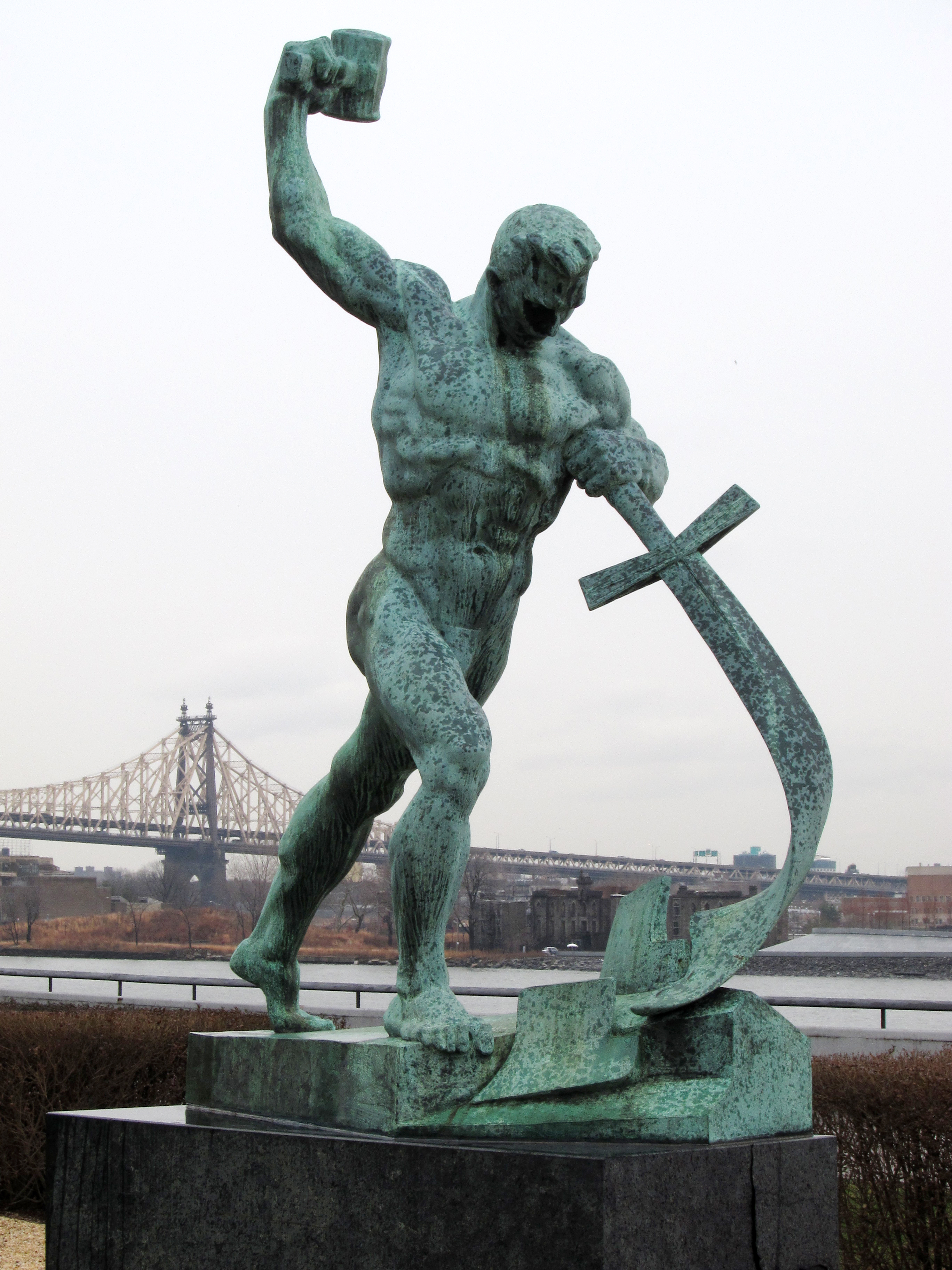
Espadas en arados

- En 1964, un vitral de 4,5 x 3,6 metros de Marc Chagall titulado Peace (Paz) fue donado a las Naciones Unidas por su propio personal y por el propio Chagall para conmemorar a Dag Hammarskjöld, que fue Secretario General de las Naciones Unidas desde 1953 hasta su muerte en 1961.[5] El monumento conmemorativo contiene numerosos símbolos que representan temas de amor y paz.[6]

- En 1985, como representante de los Estados Unidos, la primera dama Nancy Reagan presentó un mosaico a las Naciones Unidas para celebrar los 40 años de la organización. El mosaico (llamado Golden Rule (Regla de Oro)) fue una creación de artistas venecianos y se basó en una pintura de Norman Rockwell. Representando personas de distintas razas, religiones, idiomas e ideologías, el mosaico imparte el mensaje de "haz a los demás lo que quisieras que te hicieran a ti".[7]

- La Campana Japonesa de la Paz fue entregada a las Naciones Unidas en junio de 1954 por la Asociación de las Naciones Unidas de Japón. Fue realizada con monedas reunidas por niños de 60 países diferentes y colocada en una estructura similar a un santuario sintoísta, en madera de ciprés. La campana es tañida 2 veces al año: el primer día de primavera, el equinoccio de primavera, y el día de apertura de la sesión anual de la Asamblea General en septiembre.[8]

- En 1959, la Unión Soviética donó a las Naciones Unidas una estatua de bronce que promovía el eslogan Let Us Beat Swords into Plowshares (Convirtamos espadas en arados). Fue esculpida por Evgeniy Vuchetich para representar el deseo humano de terminar con todas las guerras convirtiendo las armas de muerte y destrucción en herramientas pacíficas y productivas que son más beneficiosas para la humanidad.[9]

- En 1996, la escultura Sphere Within Sphere (Esfera dentro de esfera) de Arnaldo Pomodoro fue entregada como regalo a la ONU por parte de Lamberto Dini, Ministro de Asuntos Exteriores de Italia.[10]

## Conservación
La entidad principal responsable de la conservación de la colección es el Comité de Artes de la ONU. Las Naciones Unidas son asistidas, a través de un mandato y regulaciones especiales, por grupos de recaudación de fondos tales como la Fundación Maecenas World Patrimony en este esfuerzo de preservar estos patrimonios artísticos e internacionales. Sin embargo, alrededor de 50 regalos, están almacenados en el sótano. En algunos casos, han estado así por décadas.